# Ardisia hosei
Ardisia hosei är en viveväxtart som beskrevs av Elmer Drew Merrill. Ardisia hosei ingår i släktet Ardisia och familjen viveväxter. Inga underarter finns listade i Catalogue of Life.